# Biografielijst Zj

## Zja
- Alzjan Zjarmoechamedov (1944-2022), Kazachstaans basketbalspeler
- Moerat Zjazikov (1957), Russisch politicus en president van de autonome deelrepubliek Ingoesjetië (2002-2008)

## Zjd
- Andrej Aleksandrovitsj Zjdanov (1896-1948), Russisch politicus
- Vasili Zjdanov (1963), Oekraïens wielrenner

## Zje

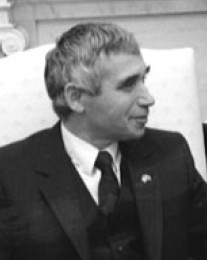
Zjeljoe Zjelev

- Nikola Todorov Zjekov (1865-1949), Bulgaars minister en opperbevelhebber
- Petar Zjekov (1944-2023), Bulgaars voetballer
- Zjeljoe Zjelev (1935), Bulgaars politicus en president (1990-1997)
- Zjivko Zjelev (1979), Bulgaars voetballer
- Igor Nikolajevitsj Zjelezovski (1963-2021), Sovjet-Russisch en Wit-Russisch schaatser
- Polina Semjonovna Zjemtsjoezjina, geboren als Perl Semjonova Karpovskaja, (1897-1970), vrouw van Russische minister van Buitenlandse zaken Vjatsjeslav Molotov

## Zji
- Aleksej Zjigalkovitsj (1996), Wit-Russisch zanger
- Roeslan Zjigansjin (1992), Russisch kunstschaatser
- Aleksej Zjigin (1986), Kazachs schaatser
- Dmitri Dimitrievitsj Zjilinski (1927), Russisch kunstenaar
- Vladimir Volfovitsj Zjirinovski, geboren als Vladimir Volfovitsj Eidelstein, (1946-2022), Russisch politicus
- Joeri Valentinovitsj Zjirkov (1983), Russisch voetballer
- Nina Aleksandrovna Zjivanevskaja (1977), Russisch-Spaans zwemster
- Christo Zjivkov (1975), Bulgaars acteur
- Todor Christov Zjivkov (1911-1998), Bulgaars communistisch leider

## Zjo

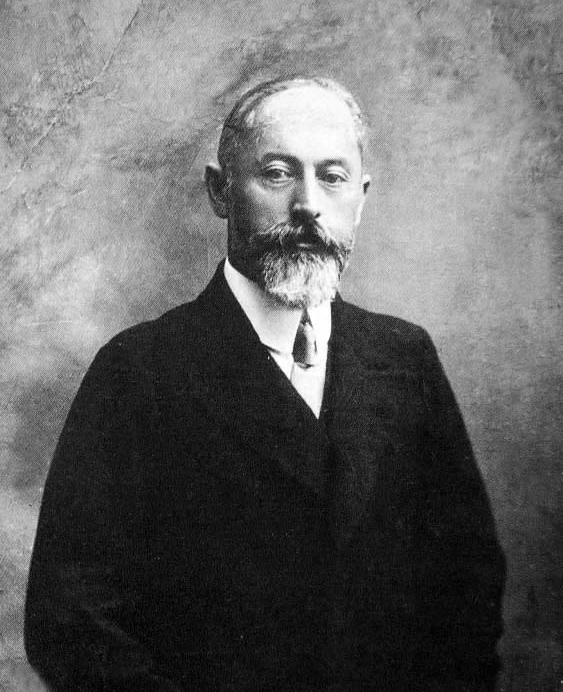
Noë Zjordania

- Gennadi Andrejevitsj Zjoeganov (1944), Russisch politicus
- Georgi Konstantinovitsj Zjoekov (1896-1974), Sovjet-Russisch generaal
- Natalja Zjoekova (1979), Oekraïens schaakster
- Vasili Andrejevitsj Zjoekovski (1783-1852), Russisch schrijver, dichter en vertaler
- Aleksandr Zjoelin (1963), Russisch kunstschaatser
- Svetlana Zjoerova (1972), Russisch schaatsster
- Merab Zjordania (1960), Georgisch voetballer en ondernemer
- Noë Zjordania (1868-1953), Georgisch journalist en mensjewistisch politicus

## Zju
- Sergei Zjukin (1972), Ests schaker

## Zjv
- Zoerab Zjvania (1963-2005), Georgisch politicus, parlementsvoorzitter en premier

## Zjy
- Andrej Zjyhalka (1985), Wit-Russisch schaker
- Sjarhej Zjyhalka (1989), Wit-Russisch schaker
- Tatjana Zjyrkova (1970), Russisch ultraloopster